# Tuñón
Tuñón es una parroquia del concejo asturiano de Santo Adriano, en España, y un lugar de dicha parroquia.
El lugar de Túñón está situado a una altitud de 200 m y dista 2,7 km de Villanueva, la capital del concejo.

## Geografía
Los 11,29 km² de la parroquia se localizan en el área centro-septentrional del concejo, limitando al oeste con Castañedo del Monte, al sur con Villanueva, al sureste con Pedroveya (Quirós), al este con Peñerudes (Morcín) y Lavares y al norte con las parroquias ovetenses de Puerto (Oviedo), Caces, Pintoria y Trubia.

### Poblaciones
Según el nomenclátor de 2009, la parroquia comprende las poblaciones de:
- Buseco (Busecu en asturiano) (aldea): 9 habitantes;

- Las Carangas (Les Carangues en asturiano) (aldea): 15 habitantes;

- La Casina (casería): 1 habitante;

- La Collecha (casería): deshabitada;

- Las Corujas (Las Curuxas) (casería): deshabitada;

- Dosango (lugar): 9 habitantes;

- Peñoba (casería): deshabitada;

- La Rodada (casería): deshabitada;

- Sabadille (aldea): 1 habitantes;

- Tenebredo (Tenebréu) (aldea): 5 habitantes;

- Tuñón (lugar): 29 habitantes;

- Vega el Rey (La Vega)(casería): deshabitada;

## Arte
Su construcción más importante es el templo de Santo Adriano de Tuñón, de la que toma nombre el concejo. Fue mandado construir por el rey asturiano Alfonso III y su esposa la reina Jimena en el año 891. La iglesia está dedicada a los mártires Adriano y a su esposa Natalia. Se restauró en 1108 y en 1949 y en 1931 se lo declaró como Bien de Interés Cultural y Monumento Histórico Nacional.
Es un edificio de planta basilical dividida en tres naves que se comunican por arcos de medio punto, con un gran pórtico y una sola estancia lateral. En el costado opuesto a ella se encuentra el cementerio. Los materiales usados en su construcción son la mampostería, el sillarejo y el sillar.
Son notables las cuevas que hay en la parroquia, habitadas en la prehistoria.

## Fiestas
En Tuñón se celebra la fiesta de Los Mártires el 20 de enero, dedicada a San Fabián y san Sebastián. En Dosango celebran la festividad de San Antonio el 13 de junio.